# Gene Kennel
Gene Kennel est un tireur sportif américain.

## Palmarès
Gene Kennel a remporté l'épreuve Winworth original aux championnats du monde MLAIC 1996 à Warwick